# 正伝寺 (岐阜県八百津町)
正傳寺（しょうでんじ）は、岐阜県加茂郡八百津町にある臨済宗妙心寺派の寺院。山号は法雲山。

## 歴史
暦応2年（1339年）、現在地より330メートルほど東の地に夢窓疎石が法雲山 米山寺を開基し、七堂伽藍が全備して足利尊氏から守衛の地とされたと伝わるが、その後しばらくの歴史は資料に乏しく未詳である。
明応2年（1493年）、当地出身で妙心寺十三世の東陽英朝(大道眞源禅師)が住持となり、宗派を妙心寺派に改めた。
永正元年（1504年）、土岐政房により土岐氏の祈願所となり、寺領73石余と境内30石の朱印状を得たが寺運は漸次衰退した。
天正8年（1580年）には美濃の支配者となっていた織田信長から保護を受けた。
天正18年(1590年)、稲葉方通が和知城主となって菩提寺とした。
慶長5年(1600年)、稲葉方通が父の稲葉一鉄の十三回忌法要を行うにあたり寺基を現在地に移して、大仙寺六世の惟天景縦を請じて開山し、寺号を正傳寺に改めた。
慶長9年(1604年)8月、稲葉方通が父の一鉄の十七回忌法要を行うにあたり、寺領を30石ならびに境内・大門道通・山林を56町歩を寄進した。
その後、無住となったが、元和3年(1617年）、愚堂東寔(大圓寶鑑國師)を請じて中興の祖とし寺運の隆興に努めた。やがて稲葉氏が嗣子が無きが故に断絶すると、尾張藩の庇護を受けた。
境内には、八百津町の天然記念物に指定されている椿の樹がある。

## 寺宝
- (岐阜県指定文化財)　木造十一面観音坐像・金銅製三具足・愚堂東寔禅師の墨書5幅
- (八百津町指定文化財)　白隠慧鶴禅師の墨跡6幅・山岡鉄舟の書幔幕1枚・織田信長書状・土岐美濃守政房の墨書・雄禅宗虎禅師の墨書・雪江宗深禅師の墨書・以安智察禅師の墨書・惟天景縦禅師の墨書